# Poarta Târgul Cailor din Brașov

Poarta Târgul Cailor (sec. XIX)

La începutul secolului al XIX-lea șcheienii au pus în atenția autorităților din cetate problema construirii unei noi porți înspre cetate, deoarece vechea poartă a Ecaterinei nu mai făcea față necesităților. 
În 1803, locuitorii din Șchei au cerut magistratului orașului deschiderea unei porți noi. Cererea a fost respinsă în mai multe rânduri „din lipsă de fonduri”. Negustorii români din Șchei au propus atunci înființarea unei porți cu fondurile lor. Cu toate acestea, rezolvarea problemei a fost tergiversată până în 1817, la sosirea împăratului Francisc I al Austriei. Locuitorii Șcheilor s-au adresat personal împăratului, solicitând din nou permisiunea de a se deschide o poartă mai încăpătoare. Acțiunea dă rezultate, astfel că în 1820, în locul turnului fierarilor, dinspre Târgul Cailor, se ridică o poartă mai mică - finisată de către meșterul constructor Joseph Jani - având stema Brașovului pe frontispiciu. Din cauza dimensiunilor sale, poarta s-a dovedit curând neîncăpătoare, fiind necesară construirea Porții Șchei, șapte ani mai târziu. În final, îngreunând foarte mult circulația, Poarta Târgul Cailor a fost demolată în 1874, pentru a facilita circulația sporită după construirea Gimnaziului de fete (azi Facultatea de Silvicultură). 